# Un miracle sous l'inquisition
Un miracle sous l'inquisition je francouzský němý film z roku 1904. Režisérem je Georges Méliès (1861–1938). Film trvá zhruba 3 minuty. Ve Spojených státech vyšel pod názvem A Miracle Under the Inquisition a ve Spojeném království jako A Miracle of the Inquisition.

## Děj
Žena je inkvizicí poslána do mučírny, kde ji má kat upálit. Ten rozsudek vykoná, ale na místě se objeví anděl, který ženu přivede zpět k životu a odvede do bezpečí. Anděl na závěr nechá upálit kata, kterému nepomohou ani dva jeho pomocníci.

## Obsazení
| Georges Méliès      | kat  |
| Mademoiselle Bodson | žena |